# Domașnea

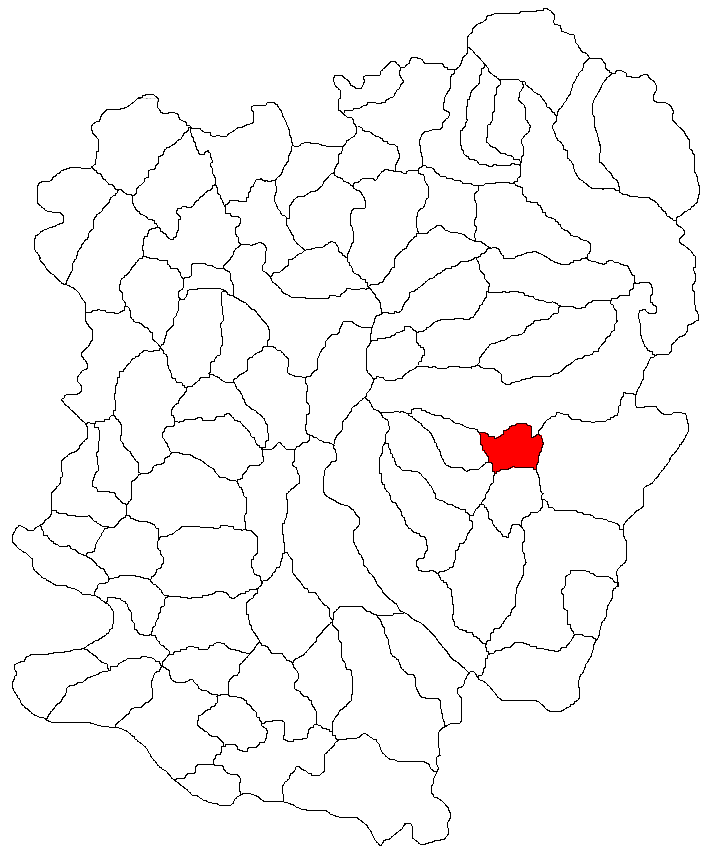
Lage der Gemeinde Domașnea im Kreis Caraș-Severin

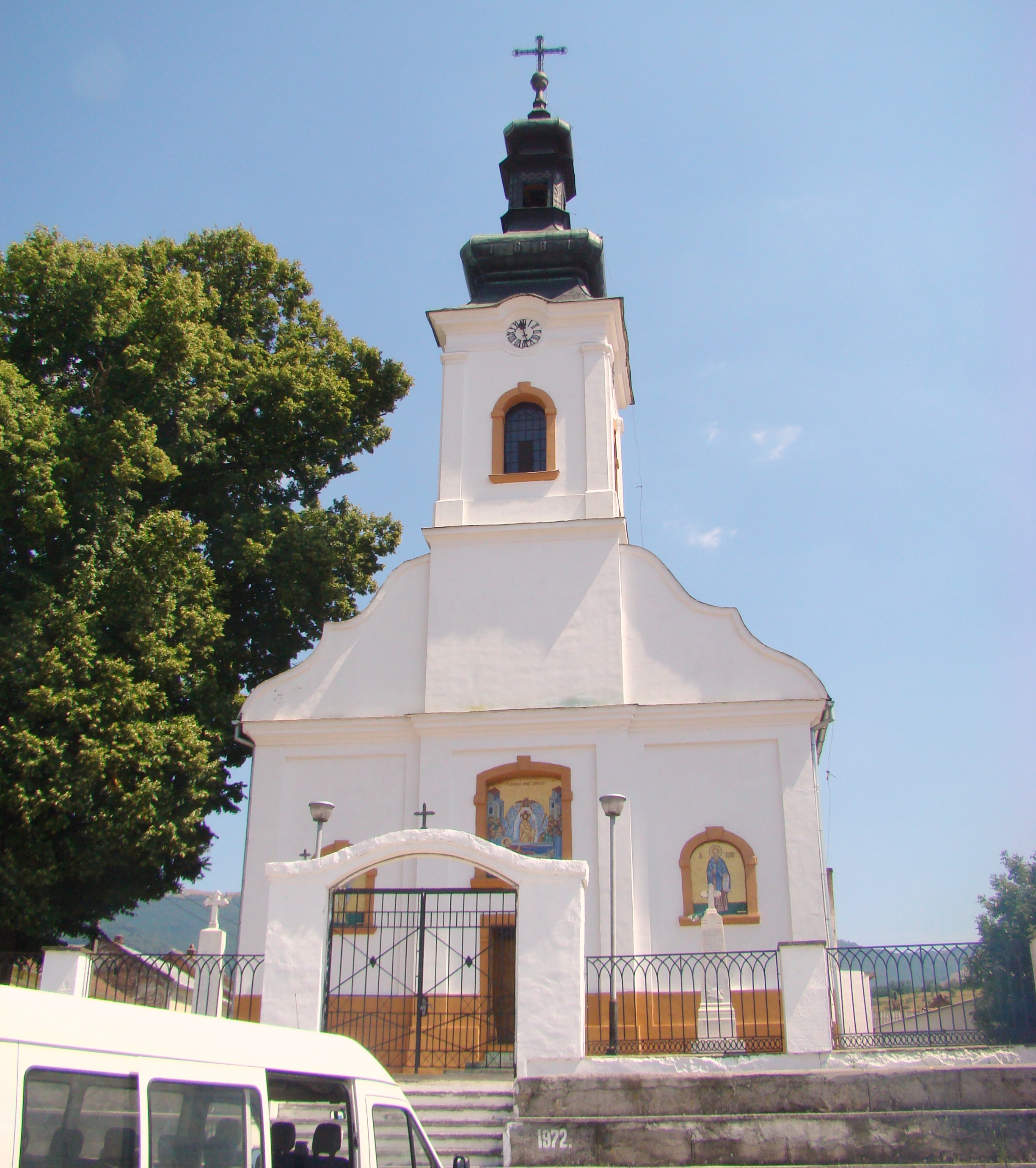
Kirche Domașnea

Domașnea (deutsch Domaschna, ungarisch Domásnya) ist eine Gemeinde im Kreis Caraș-Severin in der Region Banat in Rumänien. Zur Gemeinde Domașnea gehört auch das Dorf Cănicea.

## Geografische Lage
Der Ort befindet sich im nördlichen Teil der Domașnea-Mehadia-Senke, welche Teil der Temesch-Cerna-Furche ist, die das Banater Gebirge von den Südkarpaten trennt.
Domașnea liegt im Südosten des Kreises Caraș-Severin. Domașnea befindet sich 90 Kilometer südöstlich von der Kreishauptstadt Reșița, 45 Kilometer südlich von Caransebeș und 25 Kilometer nördlich von Băile Herculane.

## Passhöhe
Drei Kilometer nördlich der Ortsmitte, in Richtung Teregova, befindet sich auf der Nationalstraße DN6 Orșova – Caransebeș der Pasul Poarta Orientală (Pass Östliches Tor) (auch Pasul Domașnea) auf etwa 535 m (⊙), an der Wasserscheide zwischen den Flüssen Temesch (nach Norden zur Theiß fließend) und Cerna (nach Süden zur Donau fließend). Die parallel führende Bahnstrecke umgeht diese Passhöhe durch einen wenige Kilometer westlich führenden Scheiteltunnel auf 470 m Höhe.

## Nachbarorte
| Luncavița | Teregova                                    | Rusca     |
| Verendin  | Kompassrose, die auf Nachbargemeinden zeigt | Cornereva |
| Mehadica  | Cornea                                      | Cănicea   |

## Geschichte
Der Ortsname Domașnea kommt aus dem Slavischen „Domasch“, was so viel wie Haus, Wohnung, Domizil bedeutet.
Bei Grabungsarbeiten entlang der ehemaligen habsburgischen Banater Militärgrenze wurde im Jahr 1928 beim Bau der Landstraße Orșova-Caransebeș, im Fundament einer Römerschanze eine Bronzetafel, die sogenannte „tabula honestae missionis“, ausgegraben. Diese Tafel mit den Maßen 95 mm breit, 60 mm hoch und 0,5 mm dick, von Kaiser Hadrian auf den Namen des keltischen Veteranen Ivornecus ausgestellt, ist im Wiener Antiquitätenmuseum unter der Registriernummer D.XVII. zu sehen.
Auf der Josephinischen Landaufnahme von 1717 ist das Dorf Domaschna eingetragen.
Nach dem Österreichisch-Ungarischen Ausgleich (1867) wurde das Banat dem Königreich Ungarn innerhalb der Doppelmonarchie Österreich-Ungarn angegliedert.
Im ersten Jahrzehnt des 20. Jahrhunderts fand das Gesetz zur Magyarisierung der Ortsnamen (Ga. 4/1898) Anwendung, einschließlich der Magyarisierung aller Toponyme auf Kartenwerken, Grundbuchauszügen und Stadtplänen. Die amtliche Ortsbezeichnung war Domásnya. Die ungarischen Ortsbezeichnungen blieben bis zur Verwaltungsreform von 1923 im Königreich Rumänien gültig, als die rumänischen Ortsbezeichnungen eingeführt wurden.
Der Vertrag von Trianon am 4. Juni 1920 hatte die Dreiteilung des Banats zur Folge, wodurch Domașnea an das Königreich Rumänien fiel.

## Demografie
| 1880 | 2697 | 2665 | 3  | 17 | 12  |
| 1910 | 2617 | 2546 | 29 | 12 | 30  |
| 1930 | 2433 | 2375 | 4  | 16 | 38  |
| 1977 | 1948 | 1926 | 1  | 3  | 18  |
| 2002 | 1500 | 1474 | 1  | -  | 25  |
| 2011 | 1402 | 1326 | -  | -  | 76  |
| 2021 | 1053 | 935  | -  | -  | 118 |